# Kāpren
Kāpren är en ort i Indien.   Den ligger i distriktet Būndi och delstaten Rajasthan, i den centrala delen av landet, 400 km söder om huvudstaden New Delhi. Kāpren ligger 240 meter över havet och antalet invånare är 19 671.
Terrängen runt Kāpren är mycket platt. Runt Kāpren är det ganska tätbefolkat, med 192 invånare per kvadratkilometer. Närmaste större samhälle är Keshorai Pātan, 18,4 km sydväst om Kāpren. Trakten runt Kāpren består till största delen av jordbruksmark.